# Allocasuarina fraseriana
Espèce

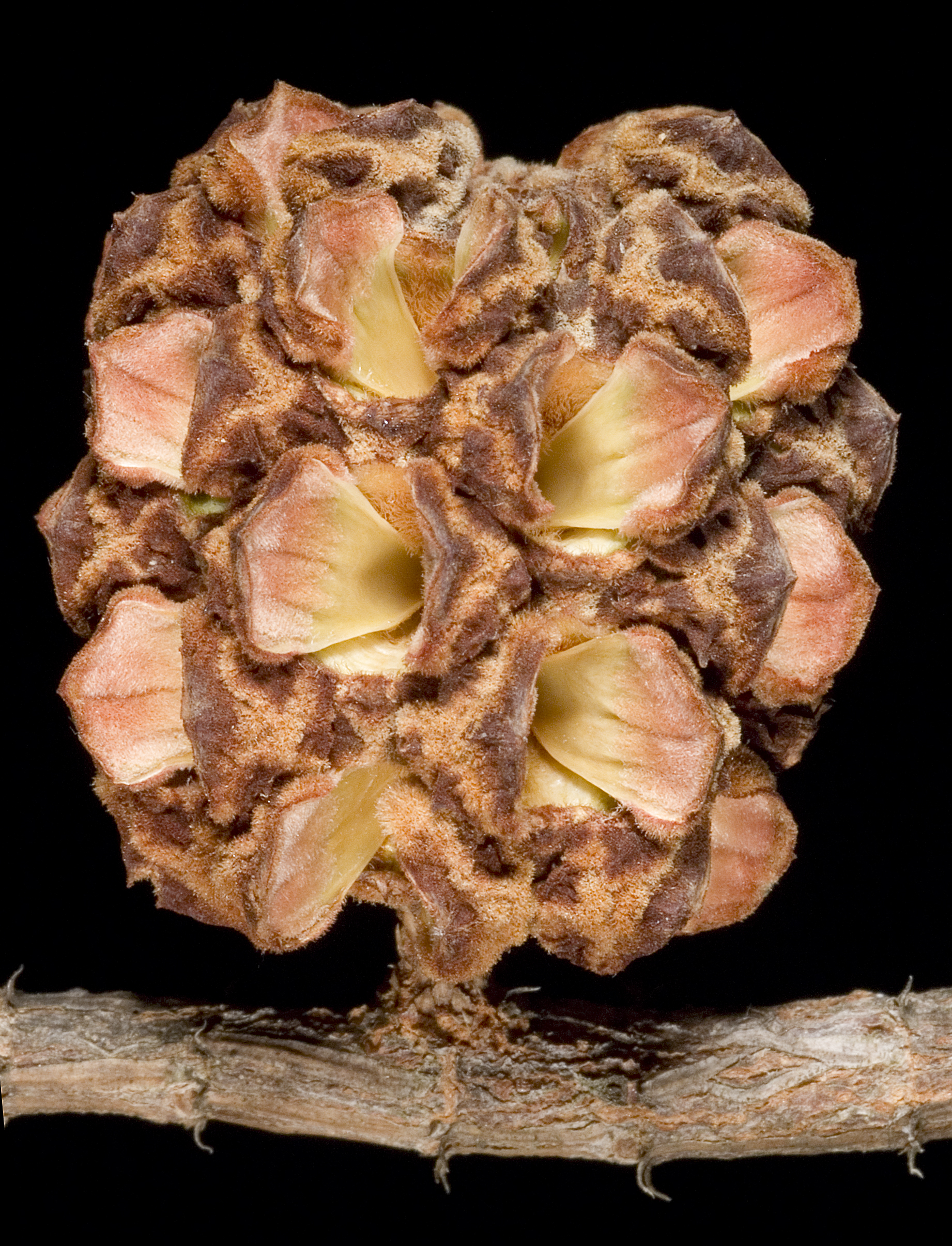
Fruit.

Allocasuarina fraseriana est une espèce d'arbre de la famille des Casuarinaceae. Endémique d'Australie-Occidentale, on le trouve notamment près de la côte sud-ouest de cet État, de Jurien (30° S) à Albany (35° S).
Dans des conditions idéales, cet arbre peut atteindre 15 mètres de haut. Il est généralement plus petit sur la côte où il est exposé au vent salé. Comme les autres espèces de Allocasuarina, son feuillage est composé de très fines feuilles vertes, que l'on appelle parfois improprement aiguilles. Ce sont des feuilles composées, et les vrais feuilles sont donc de minuscules dents. Les arbres mâles ont de petites fleurs marron, en nombre important, ce qui donne à ces arbres une couleur brune-rouille à la fin de l'hiver et au début du printemps, période de floraison. Les femelles portent de toutes petites fleurs, qui après avoir été fertilisées donnent des cônes en forme d’œufs de 1 à 3 cm de diamètre.
L'espèce a été découverte en 1840 par Johann Priess, et nommé en l'honneur du botaniste Charles Fraser.